# Matthias Jabs
Matthias Jabs (sinh ngày 25 tháng 10 năm 1955) là một nghệ sĩ ghita và viết nhạc người Đức. Anh hiện là thành viên của ban nhạc heavy metal Scorpions. Trước khi tham gia vào Scorpions, Jabs từng chơi cho các ban nhạc khác như Lady, Fargo và Deadlock.
Jabs tham gia Scorpions sau khi Ulrich Roth rời nhóm vào năm 1978. Album thu âm đầu tiên của Jabs cùng Scorpions là album Lovedrive. Tiếng ghita của anh đóng góp một phần quan trọng vào dòng âm thanh chủ đạo của nhóm.